# Xéricité
La xéricité (du grec xêros, sec) est l'ensemble des paramètres qui déterminent un milieu caractérisé par une aridité persistante et une végétation adaptée à la sécheresse, autrement dit xérique.
On distingue par exemple les paramètres de xéricité atmosphèrique, des sols...